# آغوان پاپیکیان
آغوان پاپیکیان (ارمنی: Աղվան Պապիկյանը؛ زادهٔ ۸ فوریهٔ ۱۹۹۴) یک بازیکن فوتبال در پست هافبک اهل ارمنستان است.

## باشگاهی
از باشگاه‌هایی که در آن بازی کرده‌است می‌توان به اسپارتاک مسکو، پیونیک، راکو چنتستوخووا و اولیس اشاره کرد.

## تیم ملی
وی همچنین در زیر ۱۷ سال ارمنستان، زیر ۱۹ سال ارمنستان، زیر ۲۱ سال ارمنستان و تیم ملی فوتبال ارمنستان بازی کرده‌است. پاپیکیان نخستین بازی ملی خود را که یک بازی دوستانه بود در تاریخ ۱۴ اوت ۲۰۱۳ در تیرانا در مقابل آلبانی انجام داده‌است.